# Guyenne

Ligging van Guyenne. (zuidwesten)

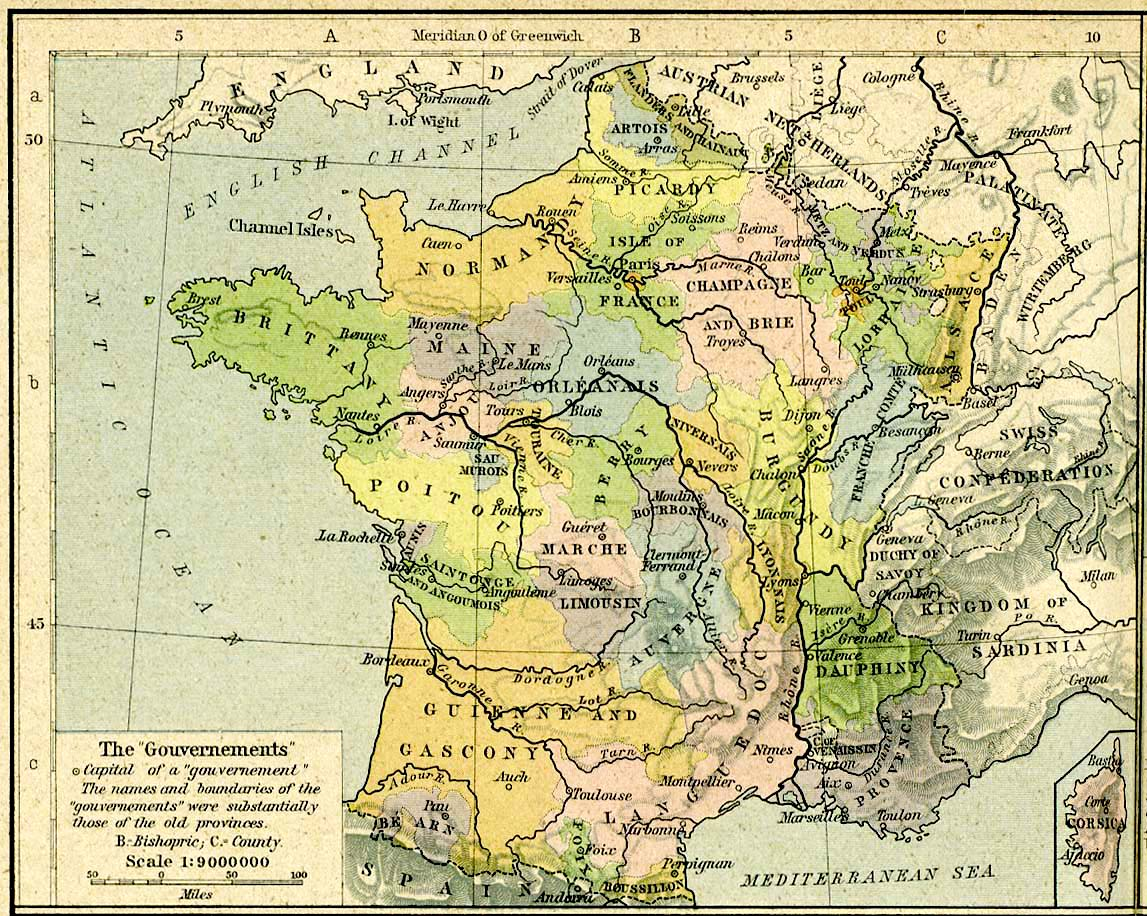
Guyenne en Gascogne oude provincies van Frankrijk 1789 vlak voor de Franse Revolutie

Guyenne is een historische Franse provincie in de regio die thans weer Aquitanië heet, met als hoofdstad Bordeaux. De naam werd in één adem gebruikt met Gascogne.
De naam Guyenne is een populaire vervorming van de naam Aquitanië, via Aquitaine en Aguyaine, waarbij de letter a wegviel omdat ze beschouwd werd als een deel van het lidwoord (van L'Aguyaine naar La Guyaine). Het hertogdom Aquitanië werd stilaan het hertogdom Guyenne. Door het huwelijk van Eleonora van Aquitanië en Hendrik II van Engeland in 1152, en de kroning van Hendrik in 1154, ontstond het Angevijnse Rijk. De Engelsen gebruikten de populaire naam Guyenne om het geheel van hun Franse bezittingen aan te duiden, met Bordeaux, Limousin, Périgord, Quercy, Rouergue, Agenais en delen van Saintonge en Gascogne.
Na de slag bij Bouvines (1214) bleef alleen Guyenne in handen van de Engelse koning. Toen de Franse koning Filips VI aankondigde Guyenne te zullen confisqueren brak in 1337 een periode van conflicten aan die bekend staat als de Honderdjarige Oorlog. Deze eindigde in 1453 met de verovering van Bordeaux door de Fransen. Guyenne kwam nu volledig onder de Franse kroon, meestal onder de naam Guyenne et Gascogne.
De provincie Guyenne bleef bestaan, maar de omvang ervan werd geleidelijk kleiner. Bij de Franse Revolutie (1789) werd de provincie opgeheven. Het nog resterende gebied werd opgedeeld in vijf departementen: Gironde, Dordogne, Lot-et-Garonne, Lot en Aveyron. In 1806 werd nog het departement Tarn-et-Garonne afgesplitst.
De naam Guyenne wordt nu niet meer gebruikt als naam voor een regio of streek.